# Amy Gumenick
Amy Gumenick, née Amy Jaclyn Gumenick le 17 mai 1986 à Hudiksvall, en Suède, est une actrice américaine, connue pour les rôles de Natalee Holloway et de la jeune Mary Winchester dans la série télévisée Supernatural. Elle est diplômée de l'université de Californie à Santa Barbara en 2008.

## Carrière
Elle joue son premier rôle dans un court métrage intitulé Sayonara Elviko. Elle a ensuite joué dans la série télévisée Mon meilleur ennemi. Elle a joué la jeune Mary Campbell, qui est devenue Mary Winchester (la mère de Sam et Dean Winchester) dans Supernatural.
Gumenick a joué des seconds rôles dans des séries comme Grey's Anatomy, Ghost Whisperer et Bones. Elle a ensuite joué Holloway dans le film Natalee Holloway. Elle est apparue dans un épisode de Super Hero Family avec Michael Chiklis et Julie Benz. Elle est également apparue dans The Glades et dans The Closer.

## Filmographie
| Année | Titre                             | Rôle                  | Première diffusion | Notes                                                               |
| ----- | --------------------------------- | --------------------- | ------------------ | ------------------------------------------------------------------- |
| 2005  | Sayonara Elviko                   | Rôle non crédité      |                    | Figuration                                                          |
| 2008  | American Wives                    | Lee Ann               |                    |                                                                     |
| 2008  | Mon meilleur ennemi               | Emily Kent            |                    |                                                                     |
| 2008  | Quitting                          | « une fille »         |                    | Court métrage                                                       |
| 2008  | Supernatural                      | Mary Winchester jeune | 2 octobre 2008     | Saison 4, épisode 3 : Au commencement (In The Beginning)            |
| 2009  | How I Met Your Mother             | Amanda                |                    | 1 épisode                                                           |
| 2009  | Greek                             | Regan                 |                    | 2 épisodes                                                          |
| 2009  | Natalee Holloway                  | Natalee Ann Holloway  |                    | Film basé sur une histoire vraie                                    |
| 2009  | Grey's Anatomy                    | Becca Wells           |                    | 1 épisode                                                           |
| 2009  | Finding Nothing (série télévisée) | « une fille »         |                    | 1 épisode                                                           |
| 2009  | Ghost Whisperer                   | Gwen Collier          |                    | 1 épisode                                                           |
| 2009  | Bones                             | Paige Sykes           |                    | 1 épisode                                                           |
| 2010  | Castle                            | Danielle              |                    | 1 épisode                                                           |
| 2010  | Super Hero Family                 | Olivia Schaeffer      | 26 octobre 2010    | 1 épisode                                                           |
| 2010  | Just Add Water                    | Amy                   |                    | Court métrage                                                       |
| 2010  | Supernatural                      | Mary Winchester jeune | 4 février 2010     | Saison 5, épisode 13 : Le Retour d'Anna (The Song Remains The Same) |
| 2011  | The Glades                        | Gwendolyn Henley      |                    | Saison 2, épisode 6                                                 |
| 2011  | Grimm                             | Gilda Garner          | 2011               | Saison 1, épisode 2                                                 |
| 2014  | Arrow                             | Carrie Cutter/Cupidon | 13 novembre 2014   | Saison 3, épisodes 6,7 et 17                                        |
| 2016  | Arrow                             | Carrie Cutter/Cupidon | 23 mars 2016       | Saison 4, épisode 16                                                |
| 2018  | Bird Box                          | Samantha              |                    |                                                                     |